# 蛋乂獅
蛋乂獅（たけし）は、43歳サラリーマン山下たけしを中心に2003年に結成されたパンクロックバンド。インディーズデビューは2004年インディーズレーベルMAD FRUITS RECORDSからのフルアルバムによる。2005年にメロディー・スター・レコーズ（東芝EMI）よりメジャーデビュー。

## 概説
ヴォーカル・山下たけしは、銀縁メガネ、白髪混じりの8：2分けヘアスタイル、くたびれたスーツ、ネクタイ姿という、外国人から見た典型的なダメ日本人像のいでたち。対して演奏を務めるバックメンバー達はアグレッシブなステージパフォーマンスとパンクロックファッションの本格派ロックバンドスタイル。
歌詞は山下たけし作詞の作詞により、自分自身を投影した弱者へ勇気を与える前向きなメッセージソングが基調となっている。
作曲は山下たけしが鼻歌とハミングで録音した原曲を基にベース・けん暴が譜面に起こしドラムス・KAZUMIがハードロック調にアレンジしていると彼らが出演していた音楽番組(関西テレビ『音エモン』)で語っている。この時の対談コーナーゲストは念願の共演が叶った後のギターウルフ・セイジだった。
曲調は日本の80年代歌謡曲オマージュと思われるメロディーをふんだんに取り入れハードロックアレンジされたものである。ステージや衣装、物販、そしてイベント出演のジャンルなどはジャパニーズパンクの王道路線のスタイルをとっている。

## メンバー
- 山下たけし
(ヴォーカル)

妻娘と別離。ギターウルフファンの娘に見なおされたい一心でバンドマンになる事を決意。
- D/A/I
(ギター&コーラス)

現在会社役員、妻と二子の父。GAIAという刑務所慰問バンドをしていた経歴も持つ。
- けん暴
(ベース&コーラス)

元プロボクサー。現在は後輩の指導トレーナーの傍ら草野球審判員という変わったアルバイトをこなす。
- KAZUMI
(ドラムス)

教師。小学校で5年教壇に立ちながら、現在は教員生活を休止し、トラック運転手、中華料理人、ゲームセンター店員と社会人キャリアを積んだ後の教壇復帰を計画。

## 備考
- 土田晃之、くりぃむしちゅー有田哲平と銭金で共演
- 加賀まりこ、南野陽子と銭金年末SPで共演
- 銭金(銭形金太郎)のエンディング曲『ウチの相方Ⅹ(唄:有田哲平)』提供
- スーパーニュースで特集される
- 音エモンMCを担当
- 映画魂のアソコで鳥肌実と共演
- ギターウルフセイジの番組にゲスト出演
- CS・MUSIC ON! TV『オヤジバンド文化祭』準グランプリ
- フジロックフェスティバル出演
- UKツアー決定